# Nadine Pfreundschuh
Nadine Pfreundschuh (* 10. November 1975 in Düsseldorf) ist eine ehemalige deutsche Eishockeytorhüterin.

## Karriere
Nadine Pfreundschuh spielte zuerst von 1990 bis 1993 für die Fraueneishockeymannschaft der EHC Eisbären Düsseldorf, bevor sie von 1998 bis 2004 für die Fraueneishockeymannschaft der Mannheimer ERC Wild Cats spielte.
Mit der Mannheimer Mannschaft gewann sie mehrfach den deutschen Meistertitel.
International spielte sie für die deutsche Nationalmannschaft bei der Weltmeisterschaft 2001 und bei der Europameisterschaft 1996.